# 山东公路技师学院
山东公路技师学院，简称山东公路学院，位于中国山东省济南市，隶属于山东省交通运输厅，是一所综合性全日制公办技师学院。现任党委书记马庆雷。校训为“德运五洲、能达四海”。其前身为1979年7月创建的德州地区交通技工学校，1982年10月更名为山东省公路技工学校。2006年，改建为山东省公路高级技工学校。2010年11月，改建为山东公路技师学院。